# ConTEXT
A ConTEXT egy zárt-forráskódú freeware szövegszerkesztő programozók számára. Elméletileg mérethatár nélkül tud megnyitni és szerkeszteni szövegfájlokat.

## Képességek
- 4 kB-os (4096) sorhosszúság
- beépített szövegkiemelők (syntax highlighter), például C/C++, Delphi/Pascal, 80x86 assembler, Java, JavaScript, Visual Basic, Perl/CGI, HTML, SQL, Python, PHP, Tcl/Tk
- különböző fordítók beépülése
- számos nyelven elérhető, köztük magyarul is
- alapvető regex támogatás
- projektek kezelése
- makrók felvétele, indítása, kezelése
- statisztika a szerkesztett fájlról
- konvertálás DOS, Unicode, UNIX és Macintosh kódolás között

A ConTEXT nyerte a Pricelessware 2006 díjat.